# Santa Maria in Trivio

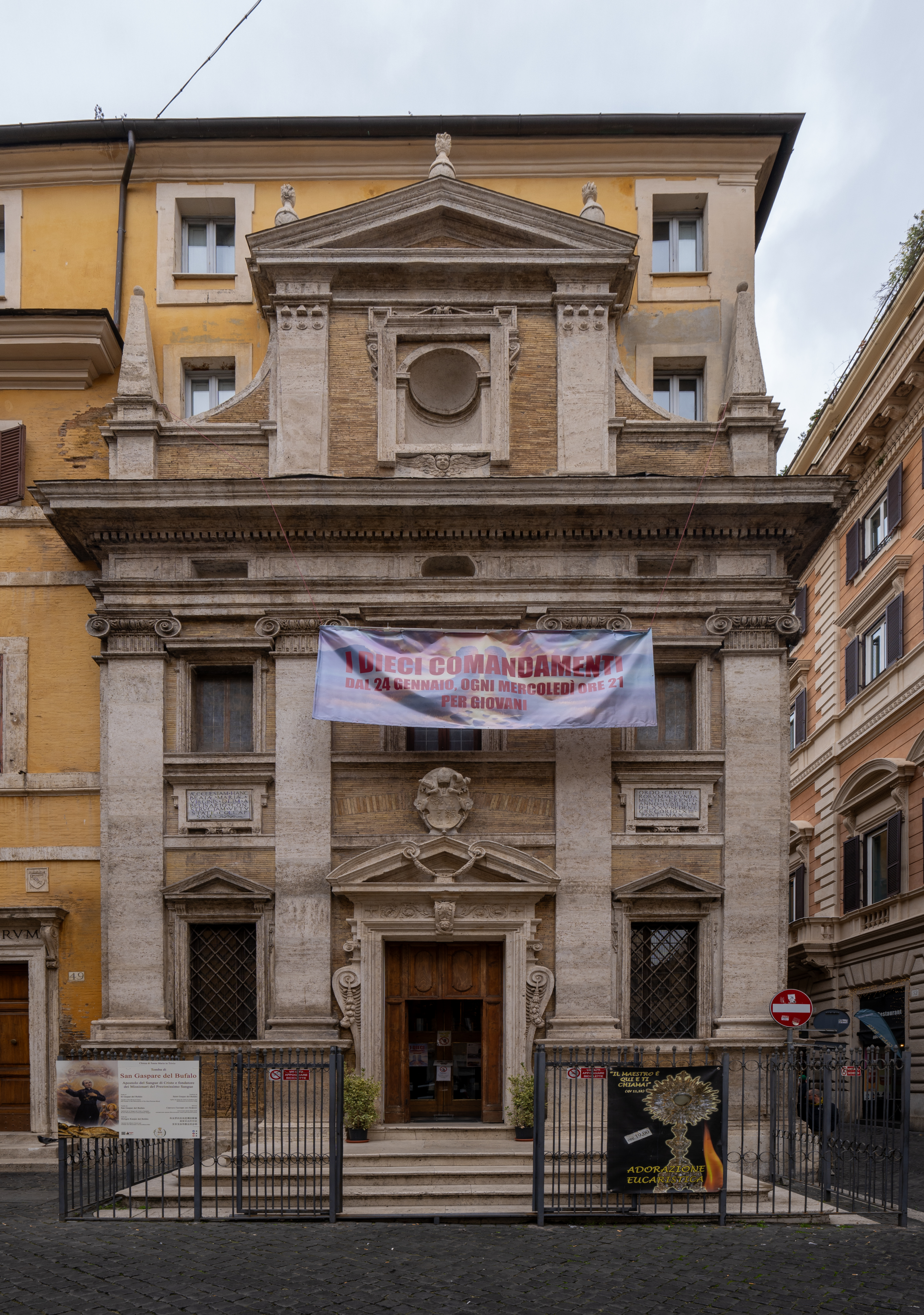
Santa Maria in Trivio

Santa Maria in Trivio ist ein Kirchengebäude in Rom, im Rione Trevi.

## Geschichte
Die Ursprünge der Kirche reichen zurück bis in das 6. Jahrhundert. Die erste Kirche an dieser Stelle wurde kurz nach dem Gotenkrieg auf Geheiß des Feldherrn Belisarios errichtet, was durch eine noch vorhandene lateinische Inschrift aus dem 13. Jahrhundert belegt ist. Ursprünglich gehörte sie zu einem Hospital, daher rührt auch ihre ältere Bezeichnung Santa Maria in Sinodocrio (von mittelgriechisch ξενοδὀχιον xenodochion – ‚Hospital‘). Später erhielt sie den Beinamen Trivio oder Trevi aufgrund der benachbarten Bögen des Trevi-Aquäduktes.
Im Jahr 1573 wurde die baufällige Kirche von dem Architekten Giacomo del Duca wiederhergestellt. Ein weiterer Umbau erfolgte 1656 unter Papst Alexander VII., der sie auch wieder dem Dienst an den Kranken widmete.
Die Kirche gehört heute zum Mutterhaus der Missionare vom Kostbaren Blut.

## Beschreibung
Die unauffällig aus einer Häuserreihe hervortretende Fassade gilt als herausragendes Beispiel barocker Scheinarchitektur. Neben den ionischen Schmucksäulen der Fassade werden zu den Elementen dieser Scheinarchitektur vor allem die falschen Fenster und Lünetten gezählt.

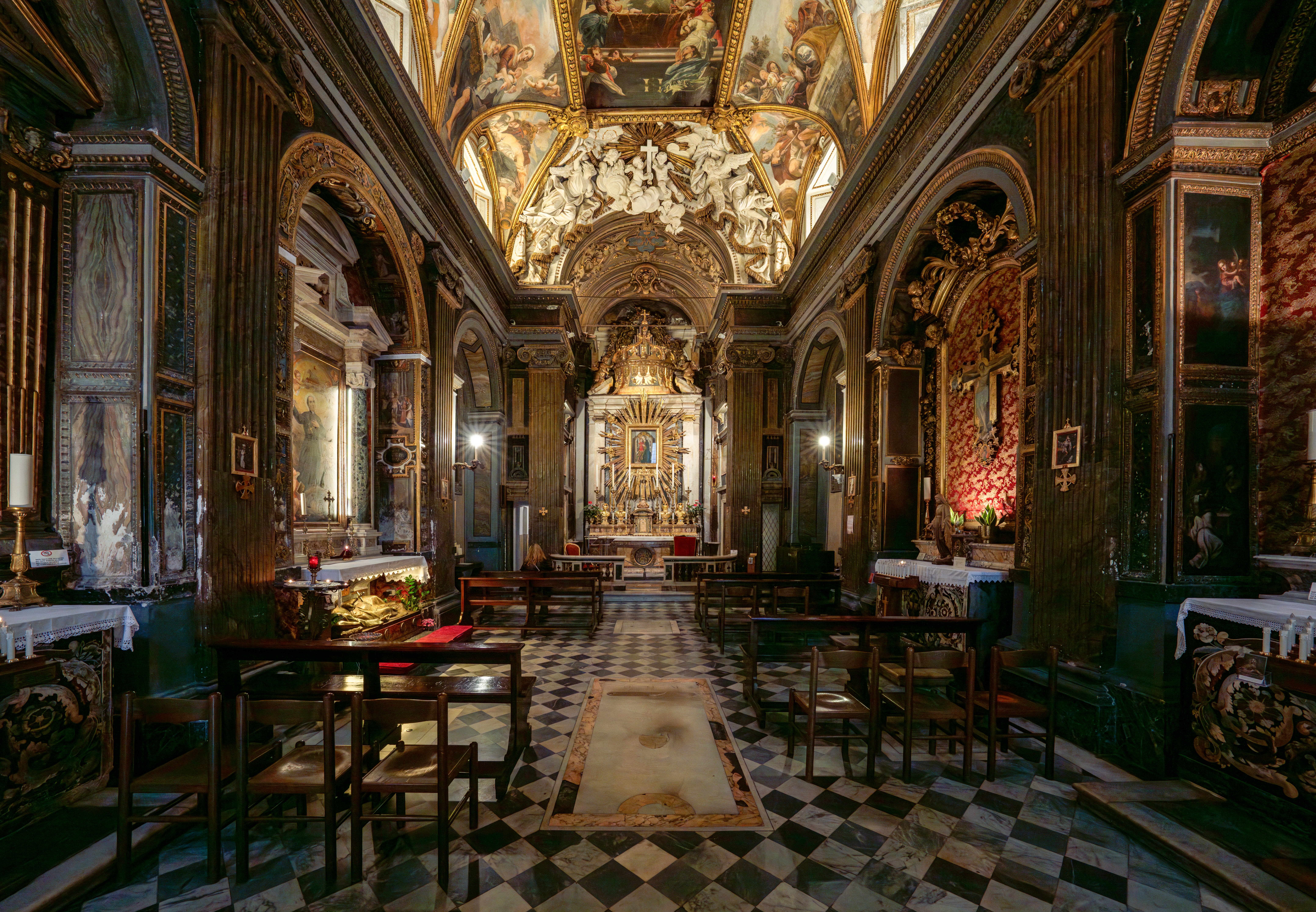
Innenansicht

Das Innere der Kirche wurde vor allem von Antonio Gherardi (1644–1702) ausgestattet. Die Deckenfresken künden von der beliebten Methode des Illusionismus, der den Höhepunkt des Barock ankündigte. Dargestellt werden Szenen aus dem Neuen Testament.